# بشقابی شمالی
بشقابی شمالی، بشقابی جنگلی (نام علمی: Scutellaria tournefortii) نام یک گونه از سرده بشقابی است.